# Équipe de Biélorussie masculine de basket-ball
Cet article traite de l'équipe masculine. Pour l'équipe féminine, voir Équipe de Biélorussie féminine de basket-ball.
Maillots
L'équipe de Biélorussie masculine de basket-ball  est l'équipe nationale qui représente la Biélorussie dans les compétitions internationales masculine de basket-ball. Elle est placée sous l'égide de la Fédération biélorusse de basket-ball. L'équipe est affiliée à la FIBA depuis 1992. Son surnom est "Белыя крылы", ce qui signifie « Les Ailes blanches ».
L'équipe a disputé son premier match officiel en 1993 contre la Lituanie. C'est le pays le plus peuplé d'Europe à ne s'être jamais qualifié pour une compétition internationale majeure de basket-ball. Après l'Invasion de l'Ukraine par la Russie en 2022, la FIBA a suspendu la Biélorussie de toute participation aux compétitions internationales.

## Résultats

### Palmarès
| Compétitions mondiales                             | Compétitions continentales |
| -------------------------------------------------- | -------------------------- |
| - Jeux olympiques - Néant - Coupe du monde - Néant | - EuroBasket - Néant       |

## Parcours aux Jeux olympiques
- 1992 : Non qualifiée
- 1996 : Non qualifiée
- 2000 : Non qualifiée
- 2004 : Non qualifiée
- 2008 : Non qualifiée
- 2012 : Non qualifiée

## Parcours aux Championnats du Monde
- 1994 : Non qualifiée
- 1998 : Non qualifiée
- 2002 : Non qualifiée
- 2006 : Non qualifiée
- 2010 : Non qualifiée
- 2014 : Non qualifiée

## Parcours aux Championnats d'Europe des Nations
- 1993 : Non qualifiée
- 1995 : Non qualifiée
- 1997 : Non qualifiée
- 1999 : Non qualifiée
- 2001 : Non qualifiée
- 2003 : Non qualifiée
- 2005 : Non qualifiée
- 2007 : Non qualifiée
- 2009 : Non qualifiée
- 2011 : Non qualifiée
- 2013 : Non qualifiée
- 2015 : Non qualifiée
- 2022 : Non qualifiée